# Isaac Slade
Isaac Edward Slade (Denver, Colorado; 26 de mayo de 1981) fue el vocalista y el pianista de la banda de rock alternativo y piano rock The Fray hasta que anunció que abandonaba el grupo el 14 de marzo de 2022. Es comparado por muchos críticos y fanáticos con Chris Martin, de Coldplay, pero con un fuerte acento norteamericano.
Slade coescribió e interpretó todas las canciones en el álbum debut de The Fray How to Save a Life, así como para su segundo álbum autotituladoThe Fray.

## Vida y carrera

### Primeros años
Slade nació en Denver, Colorado y se crio en el área de Denver con sus padres, que eran misioneros y con dos hermanos menores, Caleb y Micah. También vivió un tiempo en Guatemala donde aprendió a hablar español, debido a la profesión de sus padres. Asistió a la Academia de la fe cristiana en Arvada, Colorado y más tarde asistió a la Universidad de Colorado en Denver estudiando música y producción.
Slade empezó a cantar y a tocar el piano cuando sólo tenía 8 años, y aprendió a tocar la guitarra a los 11, después de que perdiera temporalmente su voz. Escribió su primera canción cuando tenía 16 años, cuando estaba en el instituto.

### The Fray

#### Formación y primeras etapas
Slade se unió con el vocalista/guitarrista Joe King en 2002 para formar la banda The Fray. Slade y King eran unos excompañeros de escuela que decidieron empezar una banda al conocerse en una tienda de música. Antes de formarla, Slade había previamente estado en varios grupos, incluyendo uno llamado Ember con David Welsh y Ben Wysocki.
Más tarde se añadió el hermano menor de Slade, Caleb, en el bajo y Zach Johnson en la batería. Johnson pronto dejó de asistir porque se fue a una escuela de arte en Nueva York, mientras que Caleb fue echado de la banda. Esto provocó una brecha en la relación de Slade con su hermano. Un nuevo amor y el primer beso de Isaac ayudaron a inspirar el futuro y exitoso sencillo
"Over My Head (Cable Car)" que se convirtió en la canción más reproducida del año en la emisora de Denver.

#### La fama mundial
La banda firmó por Epic, y el álbum debut, How to Save a Life, fue sacado en diciembre de 2005. El álbum tuvo un tremendo éxito y fue premiado con Doble Platinum por la RIAA y a nivel internacional.

"Over My Head (Cable Car)", el primer éxito del álbum, fue escrito por Slade basándose en su mala relación con su hermano Caleb con el que consiguió arreglar todos sus problemas.
El segundo sencillo y título del álbum, "How to Save a Life" fue escrita por Slade basada en una experiencia que él tuvo mientras era monitor en un campo para adolescentes con problemas llamado Shelterwood en Denver:
"Ahí estaba yo, un pijo de la zona rica de Denver que cuidaba de otro chico de tan sólo 17 años y que tenía todos esos problemas. Era un adicto en recuperación, al salir de una vida adolescente muy difícil. La canción no es más que un libro de memorias sobre su descenso en cámara lenta y todas las relaciones que perdió en el camino."
La canción llegó al top 3 y fue un éxito masivo mundial. Es la más conocida de la banda y aclamada mundialmente. Llevó a The Fray a la fama mundial en 2007.

## Trabajo fuera de The Fray
Slade apareció en la nueva versión de 2010 del éxito de Michael Jackson en 1985 "We Are the World". Él participó junto a los 74 mejores cantantes estadounidenses para recaudar dinero para destinarlo al Terremoto de Haití

## Vida personal
Isaac se casó con Anna Slade en 2006, las fotos de su boda fueron filtradas en Internet. Reconoció que su matrimonió iba mal en 2009 y le pidió consejo a uno de sus mejores amigos, Bruce Springsteen.
No tiene hijos, pero habló de otra relación anterior a su actual mujer con una chica llamada Monica que pasó un año viviendo en Barcelona mientras él estaba de gira mundial.
En 2008 heredó una mansión en Inglaterra por valor de 15.000.000 de dólares de un antepasado con apellido Slade que no tenía hijos y buscaba al mejor candidato para la impresionante fortuna.